# 林东镇
林东镇，是中华人民共和国内蒙古自治区赤峰市巴林左旗下辖的一个乡镇级行政单位。

## 历史
因契丹耶律氏祖先均出自此地，巴林左旗林东镇石房子村西北部是遼代祖州所在地。林东镇辖境当年是契丹皇都所在。辽太祖耶律阿保机于神册三年（918年）令汉族重臣康默记督造，经20多年完成皇都的建造。原名「西楼」，后称「皇城」，周长13.5公里，分南（皇城）北（汉城）相连的二城，呈“日”字形。
天显十三年（938年），辽太宗耶律德光因皇都靠近潢水，将其更名为「上京临潢府」，又定了两个陪都：南京析津府（燕京）和东京辽阳府。其后于1006年加入陪都中京大定府（內蒙古寧城），后又加入陪都西京大同府，是为辽代「五京」。
1120年，被金朝军队攻占，并改称「北京临潢路」；至元代渐渐被废弃，今已成废墟。遗址是国家级重点文物保护单位。
2003年4月9日，辽上京博物館在林东镇开工，同年9月底竣工開館。

## 行政区划
林东镇下辖以下地区：

契丹街社区、北塔社区、北新街社区、上京路社区、西郊村、临潢路社区、东石桥社区、南新街社区、胜利村、索布力嘎村、福山地村、大新庄村、兴隆地村、朝阳营子村、柴达木村、罕吐柏村、太平村、蟠龙岗村、山湾村、宝力罕吐村、八一村、先锋村、红卫庄村、井子沟村、土龙岗村、后兴隆地村、龙凤沟村、新房身村、孤山子村、东新井村、衙门庙村、索贝山村、水泉沟村、十三号村、北井村、馒头敖包村、福山村、白音沟村、兴隆庄村、白音高洛村、太平庄村和道劳毛道村。

## 交通
- 305国道。